# Clarence (hippomobile)
Pour les articles homonymes, voir Clarence.
Le clarence, aussi appelé growler en Angleterre, est une voiture hippomobile proche du brougham. C'est une berline, créée vers 1830 et répandue vers 1840, ainsi nommée d'après le prince William, duc de Clarence et St Andrews, roi d'Angleterre sous le nom de Guillaume IV (1765-1837). Sa particularité réside dans le fait que la partie avant de la caisse, habituellement fermée, est remplacée par une baie vitrée qui s'incurve latéralement jusqu'aux montants des portes. Cela allège visuellement l'aspect de la voiture.

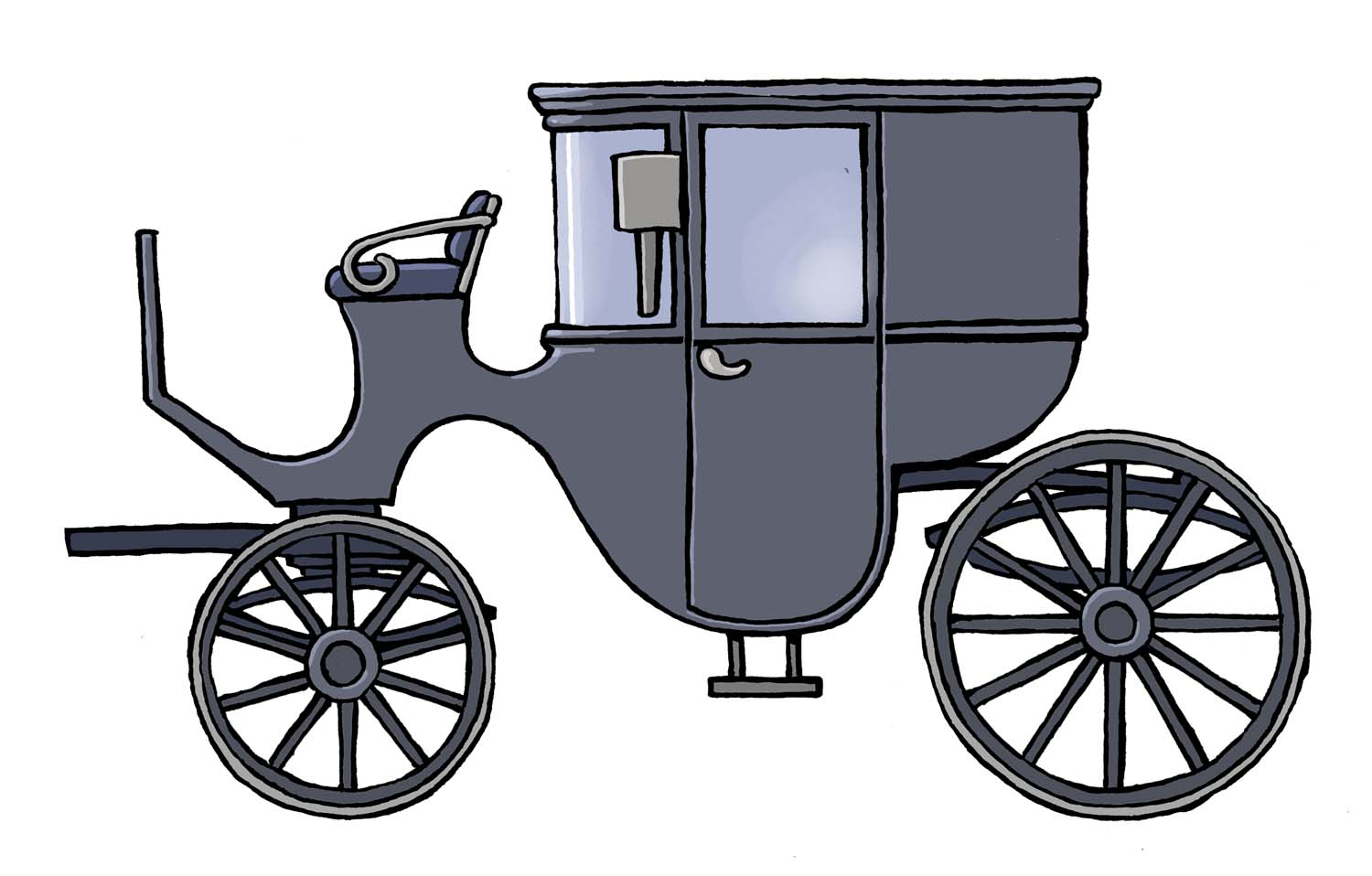
Clarence par Jean-Claude Pertuzé
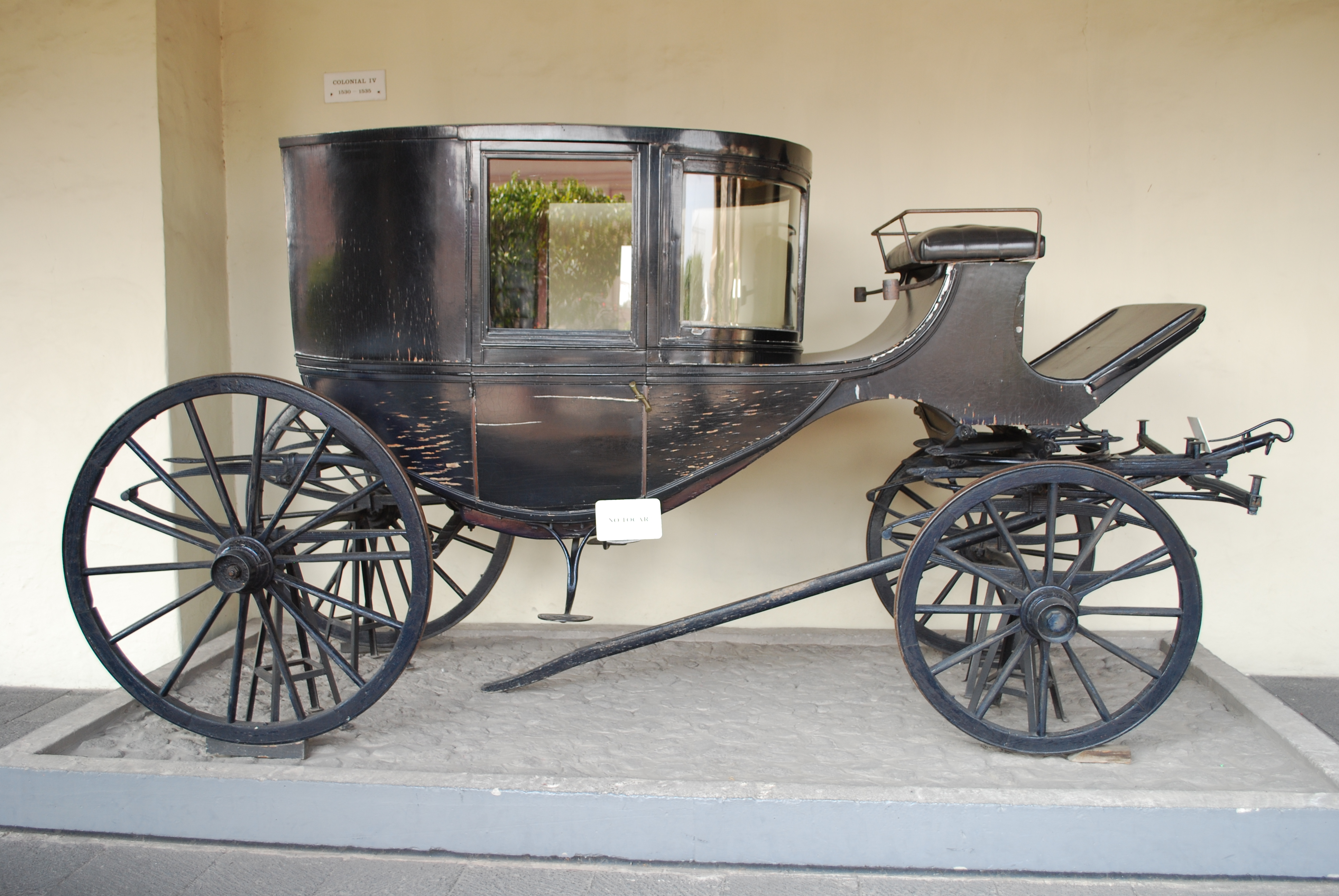
Clarence, palais des Cortes, Mexico.

À Londres, des voitures d’occasion, dont beaucoup de clarences, furent reconverties en voitures de louage, ou hackneys, et furent surnommées growlers (de to growl, « grogner, gronder ») en raison du bruit particulier qu’elles faisaient en roulant sur les pavés de la ville.

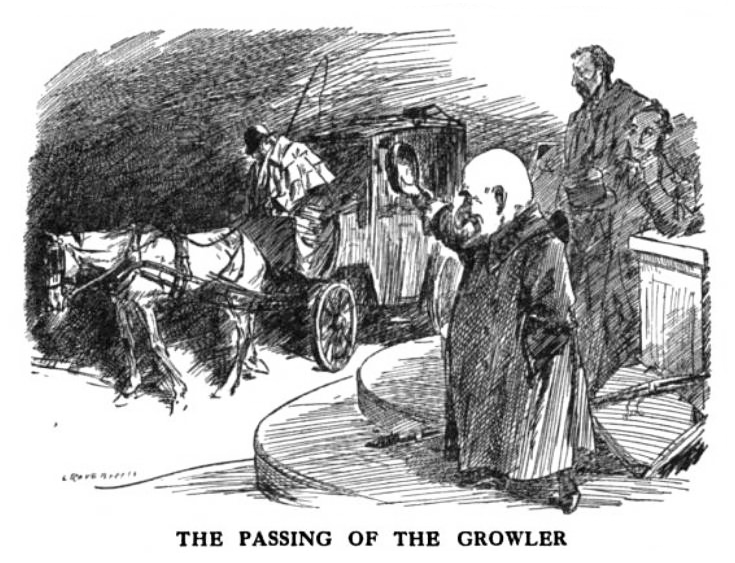
Le dernier growler, dessin de Punch, ca 1900

Le nom de clarence est parfois donné à des berlines trois-quarts.

## Sources
Joseph Jobé, Au temps des cochers, Lausanne, Edita-Lazarus, 1976.  (ISBN 2-88001-019-5)